# کار مجازی
کار مجازی روشی برخاسته از اصل کمترین کنش جهت مطالعه و تحلیل نیروها و حرکات سیستم‌های مکانیکی است. کار یک نیروی وارد بر یک ذره می‌تواند برای جابه‌جایی‌های مختلف متفاوت باشد. در میان همه مسیرهایی که یک ذره می‌تواند بر روی آن حرکت کند، که به آن جابه‌جایی مجازی می‌گویند، طی یکی از مسیرها کمترین کار ممکن را لازم دارد. ذره بر اساس اصل کمترین کنش این مسیر را طی می‌کند. کاری که یک نیرو در طی یک جابه‌جایی مجازی بر روی یک ذره انجام می‌دهد را کار مجازی می‌نامند.
از منظر تاریخی، کار مجازی و همچنین حسابان تغییرات برای تحلیل اجسام صلب فرمول بندی شدند ولی جهت مطالعه مکانیک اجسام تغییر شکل پذیر نیز گسترش یافته و به کار برده شدند.

## تاریخچه
اصول کار مجازی از زمان‌های دور برای تحلیل استاتیکی اجسام به کار می‌رفته‌است. یونانی‌ها، مردمان عرب و لاتین قرون وسطی و ایتالیایی‌های عصر رنسانس به آن «قانون اهرم‌ها» می‌گفتند.